# Låktajaure
Låktajaure is een meer in het noorden van Zweden. Het ligt in de gemeente Kiruna, ligt tussen het Torneträsk, een ander groter meer, en de grens met Noorwegen en is ruim 1 km² groot. De afwatering van de Låktajaure komt door het Torneträsk en komt in de rivier de Torne älv uit. Het meer ligt net ten noorden van de Europese weg 10 en ook de Ertsspoorlijn komt langs het meer.
meer Låktajaure → meer Torneträsk → Torne → Botnische Golf